# Arrondissement de Diepholz
Pour les articles homonymes, voir Diepholz (homonymie).
L'arrondissement de Diepholz est un arrondissement – Landkreis en allemand – de Basse-Saxe, en Allemagne. Son chef-lieu est Diepholz.

## Villes, communes et communautés d'administration
(Nombre d'habitants au 31 décembre 2012)
Einheitsgemeinden
| 1. Bassum, ville (15 442) 2. Diepholz, ville (15 981) 3. Stuhr, commune autonome (32 576) 4. Sulingen, ville (12 549) | 1. Syke, ville (23 669) 2. Twistringen, ville (12 166) 3. Wagenfeld (6 790) 4. Weyhe, commune autonome (30 056) |

Samtgemeinden avec leurs communes membres
* Siège administratif
| - 1. Samtgemeinde Altes Amt Lemförde (8 003) 1. Brockum (1 022) 2. Hüde (1 071) 3. Lembruch (1 142) 4. Lemförde, Flecken * (2 967) 5. Marl (704) 6. Quernheim (416) 7. Stemshorn (681) - 2. Samtgemeinde Barnstorf (11 705) 1. Barnstorf, Flecken * (6 029) 2. Drebber (2 845) 3. Drentwede (1 037) 4. Eydelstedt (1 794) - 3. Samtgemeinde Bruchhausen-Vilsen (16 707) 1. Asendorf (2 876) 2. Bruchhausen-Vilsen, Flecken * (7 147) 3. Martfeld (2 636) 4. Schwarme (2 498) 5. Süstedt (1 550) | - 4. Samtgemeinde Kirchdorf (6 846) 1. Bahrenborstel (1 081) 2. Barenburg, Flecken (1 256) 3. Freistatt (568) 4. Kirchdorf * (1 920) 5. Varrel (1 266) 6. Wehrbleck (755) - 5. Samtgemeinde Rehden (5 645) 1. Barver (1 015) 2. Dickel (477) 3. Hemsloh (544) 4. Rehden * (1 878) 5. Wetschen (1 731) | - 6. Samtgemeinde Schwaförden (6 939) 1. Affinghausen (833) 2. Ehrenburg (1 547) 3. Neuenkirchen (1 183) 4. Scholen (803) 5. Schwaförden * (1 526) 6. Sudwalde (1 047) - 7. Samtgemeinde Siedenburg (4 957) 1. Borstel (1 259) 2. Maasen (494) 3. Mellinghausen (1 046) 4. Siedenburg, Flecken * (1 264) 5. Staffhorst (534) |